# Metropolia twerska
Metropolia twerska – jedna z metropolii Rosyjskiego Kościoła Prawosławnego. W jej skład wchodzą trzy eparchie: twerska, rżewska oraz bieżecka.
Erygowana przez Święty Synod Rosyjskiego Kościoła Prawosławnego w grudniu 2011. Jej pierwszym ordynariuszem został arcybiskup twerski i kaszyński Wiktor (Olejnik), podniesiony 8 stycznia 2011 do godności metropolity.